# Abbazia di Quarr
L'abbazia di Quarr è un'abbazia benedettina sull'isola di Wight a Sud Est dell'Inghilterra, e si trova accanto ad una vecchia abbazia cistercense, demolita in seguito alla dissoluzione dei monasteri negli anni 1530.

## Ubicazione
Quarr Abbey (Abbaye de Quarr, nome derivato dall'inglese Quarry, in italiano cava di pietre, poiché esisteva all'XI secolo una piccola cava non lontano dal monastero), è situata a Sud Est dell'Inghilterra, sull'isola di Wight, tra i comuni di Fishbourne e di Ryde. La città di Ryde è collegata all'isola da catamarani come passaggio pedonale, che partono dal porto di Portsmouth nella contea di Hampshire. Fishbourne è collegato da un ponte per il passaggio pedonale e motorizzato che parte dal porto di Portsmouth nella contea di Hampshire.

## Storia

### Vecchia abbazia (XII secolo - XVI secolo)
Quest'abbazia fu fondata nel 1132 da Baldwin di Redvers, Signore dell'isola di Wight. Quest'ultimo si accordò su alcune terre vicino alla riva nord dell'isola con l'abate Goffredo di Savigny per costruirvi un monastero. Quest'abbazia fu dedicata alla Vergine benedetta. Affiliata inizialmente alla Congregazione di Savigny, nel 1147 fu una delle prime ad essere assorbita dall'Ordine cistercense. Nel 1536 la dissoluzione dei monasteri, ordinata da Enrico VIII d'Inghilterra mise fine alla vita monastica sull'isola e sul resto del regno. Furono riacquistate da un mercante di Southampton e soprattutto fu demolita, ma le sue rovine sono ancora visibili non lontano dal monastero attuale.

### Nuova abbazia (XX secolo - XXI secolo)

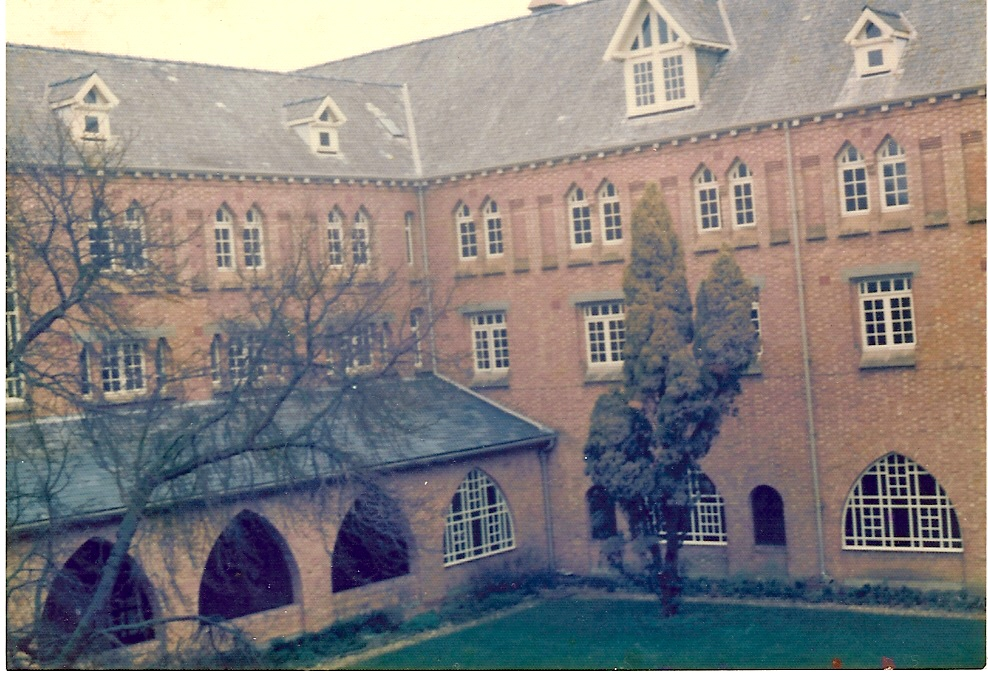
La nuova abbazia di Quarr

Questo monastero è stato fondato dalla congregazione benedettina di Solesmes in Francia all'inizio del XX secolo, che era in esilio, a causa della legge 1901 sulle associazioni e le congregazioni religiose. Il primo abate fu Don Paul Delatte (1848-1937).
Nel 1901, è in primo luogo a « Appuldurcombe House » situata nei pressi di Wroxall sull'Isola di Wight dove la Comunità s'installa. Il monastero porta il nome di San Pietro Abate. Dove resta per sei anni e decide, al termine dell'affitto, di lasciare questo luogo nel 1907.
Nel giugno 1907 la Comunità compera « Quarr House » situata sulle terre dell'antica abbazia, ed intraprende la costruzione di un monastero contando su un centinaio di monaci e fratelli convertiti. La costruzione è affidata a Don Paul Bellot, architetto e monaco della Comunità. I lavori cominciano lo stesso anno, il complesso è gigantesco e richiederà 300 operai ed artigiani durante molti anni. Il trasloco nel nuovo monastero sarà realizzato in diverse fasi, in base al completamento dei vari edifici. Gli ultimi monaci integreranno il monastero nel 1911 e la chiesa sarà consacrata nel 1912. Le terre attorno al monastero sono vaste e coltivabili con un piccolo bosco che dà sulla spiaggia.
Nel 1922 la Comunità raggiunge la Francia e Solesmes, lasciando a Quarr un monastero fiorente che viene completato nel 1925 e diventa abbazia nel 1937. Oggi, la Comunità è britannica, e l'ultimo monaco francese dell'abbazia di Quarr è deceduto alcuni anni fa e ricollocato nel cimitero del monastero ai lati dei monaci fondatori francesi e quelli inglesi.
Anche oggi l'abbazia di Quarr fa parte della congregazione di Solesmes.